# Musikjahr 1978
Liste der Musikjahre

◄◄ | ◄ | 1974 | 1975 | 1976 | 1977 | Musikjahr 1978 | 1979 | 1980 | 1981 | 1982 | ► | ►►

Weitere Ereignisse · Country-Musik
Dieser Artikel behandelt das Musikjahr 1978.

## Ereignisse

### Populäre Musik
- 23. Januar: Terry Kath, Sänger und Gitarrist der Band Chicago, stirbt an einer Schussverletzung mit einer halbautomatischen 9-Millimeter-Pistole, die er sich unabsichtlich zufügt.
- 28. März: Genesis starten in Binghamton ihre And Then There Were Three Tour.
- 29. März: Der britische Singer-Songwriter David Bowie startet in San Diego seine Isolar II – The 1978 World Tour.
- 23. Mai: Der US-amerikanische Singer-Songwriter Bruce Springsteen startet in Buffalo seine Darkness Tour.
- 07. Juni: Prince’ Debütsingle Soft and Wet wird an seinem 20. Geburtstag veröffentlicht.
- 28. August: Die britische Progressive-Rock-Band Yes startet in Rochester ihre Tormato Tour.
- 15. September: In der Grugahalle Essen findet die dritte WDR Rockpalast-Nacht statt, mit der Paul Butterfield Band, Peter Gabriel und Alvin Lees Ten Years Later.
- 28. Oktober: Die britische Rockband Queen startet in Dallas ihre Jazz Tour.
- In Ost-Berlin wird die deutsche Rockband Silly gegründet.

### Klassische Musik und Musiktheater
- 02. Januar: In Hamburg feiert die Staatsoper ihr 300-jähriges Bestehen.
- 12. April: Uraufführung der Oper Le Grand Macabre von György Ligeti nach einem Stück von Michel de Ghelderode an der Königlichen Oper in Stockholm.
- 22. April: Danton and Robespierre, eine Oper von John Eaton, hat ihre Uraufführung an der Indiana University Bloomington.
- 10. Juni: Ursendung bei Radio Bremen des Konzerts für Marimbaphon und Orchester von Tilo Medek.
- 09. Juli: Uraufführung der Oper Lear von Aribert Reimann an der Bayerischen Staatsoper in München.
- 01. Oktober: Uraufführung der Oper Christophorus oder Die Vision einer Oper von Franz Schreker in Freiburg im Breisgau.
- 04. November: Uraufführung des Balletts Kameliendame von John Neumeier (Choreografie und Libretto) mit Musik von Frédéric Chopin durch das Stuttgarter Ballett im Großen Haus der Württembergischen Staatstheater in Stuttgart.
- 25. Dezember: Uraufführung der Oper Der Engel von Prag von Cesar Bresgen am Großen Festspielhaus Salzburg.
- Spiegel im Spiegel von Arvo Pärt wird veröffentlicht.

### Film
- D’Artagnan und die drei Musketiere – dreiteiliger sowjetischer Musicalfilm
- Grease – Musikfilm, der auf dem gleichnamigen Musical von 1971 beruht. Die Hauptrollen spielen John Travolta und Olivia Newton-John.
- Rockers – jamaikanischer Spielfilm von Theodoros Bafaloukos

## Musikcharts

### Deutschland
| Singles                                                       | Position | Alben                                                                         |
| ------------------------------------------------------------- | -------- | ----------------------------------------------------------------------------- |
|                                                               |          |                                                                               |
| Das Lied der Schlümpfe Vader Abraham                          | 1        | Saturday Night Fever: The Original Movie Sound Track Verschiedene Interpreten |
| Rivers of Babylon Boney M.                                    | 2        | Wish You Were Here Pink Floyd                                                 |
| Mull of Kintyre Wings                                         | 3        | Watch Manfred Mann’s Earth Band                                               |
| You’re the One That I Want John Travolta & Olivia Newton-John | 4        | … And Then There Were Three … Genesis                                         |
| Stayin’ Alive Bee Gees                                        | 5        | The Album ABBA                                                                |
| Follow Me Amanda Lear                                         | 6        | Tales of Mystery and Imagination The Alan Parsons Project                     |
| Night Fever Bee Gees                                          | 7        | Nightflight to Venus Boney M.                                                 |
| Baker Street Gerry Rafferty                                   | 8        | Pyramid The Alan Parsons Project                                              |
| Hiroshima Wishful Thinking                                    | 9        | Crime of the Century Supertramp                                               |
| I Can’t Stand the Rain Eruption feat. Precious Wilson         | 10       | I Robot The Alan Parsons Project                                              |

Die längsten Nummer-eins-Singles
Lieder, die die meiste Zeit während eines anderen Jahres auf Platz eins der Charts verbrachten, werden hier nicht aufgeführt.
1. Boney M. – Rivers of Babylon / Brown Girl in the Ring (17 Wochen)
2. Wings – Mull of Kintyre (10 Wochen)
3. Vader Abraham – Das Lied der Schlümpfe; Luv’ – You’re the Greatest Lover (jeweils 4 Wochen)

Die längsten Nummer-eins-Alben
Alben, die die meiste Zeit während eines anderen Jahres auf Platz eins der Charts verbrachten, werden hier nicht aufgeführt.
1. Boney M. – Nightflight to Venus (11 Wochen)
2. Soundtrack – Saturday Night Fever: The Original Movie Sound Track (2½ Monate)
3. Soundtrack – Grease: The Original Soundtrack from the Motion Picture (5 Wochen)

Alle Nummer-eins-Hits und die Hits des Jahres

### Österreich
| Singles                                                       | Position | Alben                                                                            |
| ------------------------------------------------------------- | -------- | -------------------------------------------------------------------------------- |
|                                                               |          |                                                                                  |
| Rivers of Babylon Boney M.                                    | 1        | Saturday Night Fever: The Original Movie Sound Track Soundtrack                  |
| Das Lied der Schlümpfe Vader Abraham                          | 2        | The Album ABBA                                                                   |
| Mama Leone Bino                                               | 3        | Nightflight to Venus Boney M.                                                    |
| You’re the One That I Want John Travolta / Olivia Newton-John | 4        | Vader Abraham im Land der Schlümpfe Vader Abraham                                |
| Mull of Kintyre Wings                                         | 5        | Grease: The Original Soundtrack from the Motion Picture Verschiedene Interpreten |
| Stayin’ Alive Bee Gees                                        | 6        | 20 Greatest Hits Bee Gees                                                        |
| Take A Chance On Me ABBA                                      | 7        | Baccara                                                                          |
| Baker Street Gerry Rafferty                                   | 8        | 20 Traum-Melodien Orchester Anthony Ventura                                      |
| It’s a Heartache Bonnie Tyler                                 | 9        | News Of The World Queen                                                          |
| One For You, One For Me La Bionda                             | 10       | Some Girls The Rolling Stones                                                    |

Die längsten Nummer-eins-Singles
Lieder, die die meiste Zeit während eines anderen Jahres auf Platz 1 der Charts verbrachten, werden hier nicht aufgeführt.
1. Boney M. – Rivers of Babylon / Brown Girl in the Ring (17 Wochen)
2. Smokie – Needles and Pins; Bino – Mama Leone (jeweils 9 Wochen)
3. ABBA – Take a Chance on Me (5 Wochen)

Die längsten Nummer-eins-Alben
Alben, die die meiste Zeit während eines anderen Jahres auf Platz eins der Charts verbrachten, werden hier nicht aufgeführt.
1. Soundtrack – Saturday Night Fever: The Original Movie Sound Track (13 Wochen)
2. Soundtrack – Grease: The Original Soundtrack from the Motion Picture (7 Wochen)
3. Verschiedene Interpreten – Resl, laß mi eini!; Verschiedene Interpreten – Heart Breaker; Verschiedene Interpreten – Disco Nights (jeweils 5 Wochen)

Alle Nummer-eins-Hits und die Hits des Jahres

### Schweiz
| Position | Singles                                                       |
| -------- | ------------------------------------------------------------- |
|          |                                                               |
| 1        | Rivers of Babylon Boney M.                                    |
| 2        | You’re the One That I Want John Travolta & Olivia Newton-John |
| 3        | Tu Umberto Tozzi                                              |
| 4        | Mull of Kintyre Wings                                         |
| 5        | Stayin’ Alive Bee Gees                                        |
| 6        | Mamma Leone Bino                                              |
| 7        | Oh Carol Smokie                                               |
| 8        | Baker Street Gerry Rafferty                                   |
| 9        | Kliby und seine Caroline Kliby                                |
| 10       | Take a Chance on Me ABBA                                      |

Die längsten Nummer-eins-Singles
Lieder, die die meiste Zeit während eines anderen Jahres auf Platz 1 der Charts verbrachten, werden hier nicht aufgeführt.
1. Boney M. – Rivers of Babylon / Brown Girl in the Ring (14 Wochen)
2. Wings – Mull of Kintyre (11 Wochen)
3. John Travolta & Olivia Newton-John – You’re the One That I Want (7 Wochen)

Alle Nummer-eins-Hits und die Hits des Jahres

### Vereinigtes Königreich
| Singles                                                       | Position | Alben                                                                |
| ------------------------------------------------------------- | -------- | -------------------------------------------------------------------- |
|                                                               |          |                                                                      |
| Rivers of Babylon / Brown Girl in the Ring Boney M.           | 1        | Saturday Night Fever (Soundtrack)                                    |
| You’re the One That I Want John Travolta & Olivia Newton-John | 2        | Grease: The Original Soundtrack from the Motion Picture (Soundtrack) |
| Summer Nights John Travolta & Olivia Newton-John              | 3        | ABBA – The Album ABBA                                                |
| Three Times a Lady The Commodores                             | 4        | Nightflight to Venus Boney M.                                        |
| Night Fever Bee Gees                                          | 5        | 20 Golden Greats Nat King Cole                                       |
| The Smurf Song Father Abraham and the Smurfs                  | 6        | Rumours Fleetwood Mac                                                |
| Take a Chance on Me ABBA                                      | 7        | Out of the Blue Electric Light Orchestra                             |
| Matchstalk Men and Matchstalk Cats and Dogs Brian & Michael   | 8        | 20 Golden Greats Buddy Holly & the Crickets                          |
| Rat Trap The Boomtown Rats                                    | 9        | Images Don Williams                                                  |
| Wuthering Heights Kate Bush                                   | 10       | The Kick Inside Kate Bush                                            |

Die längsten Nummer-eins-Singles
Lieder, die die meiste Zeit während eines anderen Jahres auf Platz 1 der Charts verbrachten, werden hier nicht aufgeführt.
1. John Travolta & Olivia Newton-John – You’re the One That I Want (9 Wochen)
2. John Travolta & Olivia Newton-John – Summer Nights (7 Wochen)
3. Boney M. – Rivers of Babylon / Brown Girl in the Ring; The Commodores – Three Times a Lady (jeweils 5 Wochen)

Die längsten Nummer-eins-Alben
Alben, die die meiste Zeit während eines anderen Jahres auf Platz eins der Charts verbrachten, werden hier nicht aufgeführt.
1. Verschiedene Interpreten – Saturday Night Fever: The Original Movie Sound Track (18 Wochen)
2. Soundtrack – Grease: The Original Soundtrack from the Motion Picture (13 Wochen)
3. ABBA – ABBA – The Album (8 Wochen)

Alle Nummer-eins-Hits und die Hits des Jahres

### Vereinigte Staaten
Die längsten Nummer-eins-Singles
Lieder, die die meiste Zeit während eines anderen Jahres auf Platz 1 der Charts verbrachten, werden hier nicht aufgeführt.
1. Bee Gees – Night Fever (8 Wochen)
2. Andy Gibb – Shadow Dancing (7 Wochen)
3. Bee Gees – Stayin’ Alive; Exile – Kiss You All Over (jeweils 4 Wochen)

Die längsten Nummer-eins-Alben
Alben, die die meiste Zeit während eines anderen Jahres auf Platz eins der Charts verbrachten, werden hier nicht aufgeführt.
1. Original Movie Sound Track – Saturday Night Fever (24 Wochen)
2. Original Motion Picture Soundtrack – Grease: The Original Soundtrack from the Motion Picture (12 Wochen)
3. Billy Joel – 52nd Street (6 Wochen)

Alle Nummer-eins-Hits und die Hits des Jahres

### Charts in weiteren Ländern
Siehe auch: Nummer-eins-Hits 1978 in  Australien, Belgien, Deutschland, Finnland, Frankreich, Irland, Italien, Japan, Kanada, Neuseeland, den Niederlanden, Norwegen, Österreich, Schweden, der Schweiz, Spanien, den Vereinigten Staaten und im Vereinigten Königreich.

## Musikpreise und Ehrungen

### Musikwettbewerbe
Eurovision Song Contest
1. Izhar Cohen and the Alphabeta: A-Ba-Ni-Bi
2. Jean Vallée: L’amour ça fait chanter la vie
3. Joël Prévost: Il y aura toujours des violons
4. Caline and Olivier Toussaint: Dans les jardins de Monaco
5. Colm T. Wilkinson: Born to Sing

## Publikationen
- The Oxford Book of English Madrigals. Editiert von Philip Ledger. OUP, London 1978, ISBN 0-19-343664-7 (in Teilansicht)

## Gründungen
- Ace Records – britisches Musiklabel, Sublabel von Chiswick Records
- Erste Allgemeine Verunsicherung – aus der Steiermark stammende österreichische Pop-Rock-Band
- Riblja čorba – serbische und ehemals jugoslawische Rockband
- Silly – deutsche Rockband

## Neuveröffentlichungen (Auswahl)

### Lieder und Kompositionen
| Lied                             | Text                                                | Musik                                               | Erstinterpret                        | Label                                            | Veröffentlichung   | Genre                               | Album                                                   | Weitere Informationen |
| -------------------------------- | --------------------------------------------------- | --------------------------------------------------- | ------------------------------------ | ------------------------------------------------ | ------------------ | ----------------------------------- | ------------------------------------------------------- | --- |
| … dann geh doch                  | Howard Carpendale, Joachim Horn-Bernges, Fred Jay   | Howard Carpendale, Joachim Horn-Bernges, Fred Jay   | Howard Carpendale                    | EMI                                              | August 1978        | Schlager                            | … dann geh doch                                         | |
| A-Ba-Ni-Bi                       | Ehud Manor                                          | Nurit Hirsh                                         | Izhar Cohen und Alphabeta            | Polydor                                          | 1978               | Disco                               | Izhar Cohen                                             | |
| Ain’t It Fun                     | Peter Laughner, Gene O’Connor                       | Peter Laughner, Gene O’Connor                       | Dead Boys                            |                                                  | Juni 1978          | Punkrock                            | We Have Come for Your Children                          | |
| Als je weggaat                   | Pierre Kartner                                      | Pierre Kartner                                      | Pierre Kartner (Vader Abraham)       | Elf Provinciën                                   | 15. September 1978 | Pop                                 |                                                         | |
| Bicycle Race                     | Freddie Mercury                                     | Freddie Mercury                                     | Queen                                | EMI/Parlophone; Elektra, Hollywood Records (USA) | 10. November 1978  | Rock                                | Jazz                                                    | |
| Chase                            |                                                     | Giorgio Moroder                                     | Giorgio Moroder                      | Casablanca Records                               | 6. Oktober 1978    | Euro Disco, Italo Disco, Synthiepop | Midnight Express – Original Soundtrack                  | Instrumental |
| D.I.Y.                           | Peter Gabriel                                       | Peter Gabriel                                       | Peter Gabriel                        | Atco Records (USA), Charisma Records (UK)        | 22. Mai 1978       | Artrock, Progressive Rock, Pop      | Peter Gabriel (Scratch)                                 | |
| Die Roboter                      | Karl Bartos, Ralf Hütter, Florian Schneider-Esleben | Karl Bartos, Ralf Hütter, Florian Schneider-Esleben | Kraftwerk                            | Kling-Klang-Studio                               | 28. April 1978     | Elektronische Musik, Synthiepop     | Die Mensch-Maschine / The Man-Machine                   | |
| Don’t Kill the Whale             | Jon Anderson, Chris Squire                          | Jon Anderson, Chris Squire                          | Yes                                  | Atlantic Records                                 | 25. August 1978    | Progressive Rock                    | Tormato                                                 | |
| Einmal nach Mexico               | Peter Held                                          | Freddy Quinn                                        | Freddy Quinn                         | Polydor                                          | 1978               | Schlager                            | An meine Freunde                                        | |
| Enigma (Give a Bit of Mmh to Me) | Amanda Lear, Rainer Pietsch                         | Amanda Lear, Rainer Pietsch                         | Amanda Lear                          | Ariola Records                                   | 1978               | Euro Disco                          | Sweet Revenge                                           | |
| Every 1’s a Winner               | Errol Brown                                         | Errol Brown                                         | Hot Chocolate                        |                                                  | Februar 1978       | Funk, Soul, Disco                   | Every 1’s a Winner                                      | |
| Fat Bottomed Girls               | Freddie Mercury                                     | Freddie Mercury                                     | Queen                                | EMI/Parlophone; Elektra, Hollywood Records (USA) | 10. November 1978  | Rock                                | Jazz                                                    | |
| Follow Me                        | Amanda Lear, Anthony Monn                           | Amanda Lear, Anthony Monn                           | Amanda Lear                          | Ariola Records                                   | 1978               | Euro Disco                          | Sweet Revenge                                           | |
| Gianna                           | Rino Gaetano                                        | Rino Gaetano                                        | Rino Gaetano                         | It                                               | 27. Januar 1978    | Pop                                 | Nuntereggae più                                         | |
| Hopelessly Devoted to You        | John Farrar                                         | John Farrar                                         | Olivia Newton-John                   |                                                  | 1978               | Pop                                 |                                                         | Das Lied war 1979 für den Oscar in der Kategorie Bester Filmsong nominiert.                                                            |
| If You Can’t Give Me Love        | Mike Chapman, Nicky Chinn                           | Mike Chapman, Nicky Chinn                           | Suzi Quatro                          | RAK Records                                      | 24. Februar 1978   | Bubblegum, Softrock                 | If You Knew Suzi…                                       | |
| Last Dance                       | Paul Jabara                                         | Paul Jabara                                         | Donna Summer                         |                                                  | 1978               | Filmmusik                           |                                                         | Der Filmsong wurde 1979 als bester Filmsong mit dem Oscar und im selben Jahr mit zwei Grammy Awards und anderen Preisen ausgezeichnet. |
| Loreen                           | Günther Behrle, Ken Curtis                          | Freddy Quinn                                        | Freddy Quinn                         | Polydor                                          | 1978               | Schlager                            | Eine Reise um die Welt                                  | |
| Next to You                      | Sting                                               | Sting                                               | The Police                           | A&M Records                                      | 3. November 1978   | Punk-Rock, New Wave                 | Outlandos d’Amour                                       | |
| On the Air                       | Peter Gabriel                                       | Peter Gabriel                                       | Peter Gabriel                        | Atco Records (USA), Charisma Records (UK)        | 1. Juni 1978       | Artrock, Progressive Rock, Pop      | Peter Gabriel (Scratch)                                 | |
| Ready to Take a Chance Again     | Norman Gimbel, Charles Fox                          | Norman Gimbel, Charles Fox                          | Barry Manilow                        |                                                  | 1978               | Filmmusik                           |                                                         | Für die Oscarverleihung 1979 wurde das Lied als bester Filmsong für den Oscar nominiert.                                               |
| September                        | Al McKay                                            | Al McKay                                            | Earth, Wind and Fire                 | ARC/Columbia                                     | 18. November 1978  | Disco, Funk, R&B                    | The Best of Earth, Wind & Fire, Vol. 1                  | |
| Stumblin’ In                     | Mike Chapman, Nicky Chinn                           | Mike Chapman, Nicky Chinn                           | Chris Norman & Suzi Quatro           |                                                  | 3. November 1978   | Softrock                            | If You Knew Suzi…                                       | |
| Through the Eyes of Love         | Carole Bayer Sager                                  | Marvin Hamlisch                                     | Melissa Manchester                   | Arista Records                                   | 1978               | Pop                                 |                                                         | |
| Trojan Horse                     | Janschen en Janschens                               | Luv’                                                | Luv’                                 | Philips Records                                  | August 1978        | Pop                                 |                                                         | |
| Vogel der Nacht                  | Jean Frankfurter, Robert Puschmann                  | Jean Frankfurter, Robert Puschmann                  | Paola                                | CBS Records                                      | April 1978         | Schlager                            | Die grossen Erfolge                                     | |
| We’ve Got Tonight                | Bob Seger                                           | Bob Seger                                           | Bob Seger & The Silver Bullet Band   | Capitol Records                                  | 5. Mai 1978        | Pop                                 | Stranger in Town                                        | |
| You’re the One That I Want       | John Farrar                                         | John Farrar                                         | John Travolta und Olivia Newton-John | RSO Records                                      | März 1978          | Pop                                 | Grease: The Original Soundtrack from the Motion Picture | |
| Y.M.C.A.                         | Victor Willis, Henri Belolo und Jacques Morali      | Victor Willis, Henri Belolo und Jacques Morali      | Village People                       |                                                  | 1978               | Disco                               |                                                         | |
| Zusammenleben                    | Thomas Woitkewitsch                                 | Mikis Theodorakis                                   | Milva                                |                                                  | 1978               | Chanson                             |                                                         | |

### Alben
| Album                                  | Interpret                       | Label                                                                 | Veröffentlichung   | Genre                                                              | Weitere Informationen                        |
| -------------------------------------- | ------------------------------- | --------------------------------------------------------------------- | ------------------ | ------------------------------------------------------------------ | -------------------------------------------- |
| 1. Allgemeine Verunsicherung           | Erste Allgemeine Verunsicherung | EMI Columbia                                                          | 1978               | Rockkabarett                                                       | Debütalbum                                   |
| Air Above Mountains (Buildings Within) | Cecil Taylor                    | Enja                                                                  | 1978               | Free Jazz                                                          |                                              |
| Briefcase Full of Blues                | The Blues Brothers              | Atlantic Records                                                      | 1978               | Blues, Bluesrock                                                   | Debütalbum, Live                             |
| Cumbia & Jazz Fusion                   | Charles Mingus                  | Atlantic Records                                                      | 1978               | Jazz                                                               |                                              |
| Darkness on the Edge of Town           | Bruce Springsteen               | Columbia Records                                                      | 2. Juni 1978       | Heartland Rock, AOR, Pop-Rock                                      |                                              |
| Dire Straits                           | Dire Straits                    | Warner Bros.                                                          | 9. Juni 1978       | Rock, Bluesrock, Roots Rock                                        | Debütalbum                                   |
| Disco 3000                             | Sun Ra                          | El Saturn Records                                                     | 1978               | Jazz                                                               |                                              |
| Double Vision                          | Foreigner                       | Atlantic Records                                                      | 20. Juni 1978      | Hard Rock, Adult Oriented Rock                                     |                                              |
| Dunkelgraue Lieder                     | Ludwig Hirsch                   | Polydor                                                               | 1978               | Liedermacher, Singer-Songwriter, Austropop, Bluesrock, Spoken Word | Debütalbum                                   |
| Fallen Angel                           | Uriah Heep                      | Bronze Records                                                        | 16. Oktober 1978   | Hard Rock, Adult Oriented Rock                                     |                                              |
| Flight 17                              | Horace Tapscott                 | Nimbus West Records                                                   | 1978               | Jazz                                                               |                                              |
| For You                                | Prince                          | Warner Bros. Records                                                  | 7. April 1978      | Contemporary R&B, Disco, Funk, Pop, Rock                           |                                              |
| Generation X                           | Generation X                    | Chrysalis Records                                                     | 17. März 1978      | Rock, Punk-Rock                                                    |                                              |
| Give ’Em Enough Rope                   | The Clash                       | CBS Records                                                           | 10. November 1978  | Punkrock                                                           |                                              |
| Heavy Horses                           | Jethro Tull                     | Chrysalis Records                                                     | 10. April 1978     | Progressive Rock, Folk-Rock                                        |                                              |
| Here, My Dear                          | Marvin Gaye                     | Tamla                                                                 | 15. Dezember 1978  | Soul                                                               |                                              |
| If You Can’t Stand the Heat…           | Status Quo                      | Vertigo Records                                                       | 27. Oktober 1978   | Hardrock                                                           |                                              |
| If You Want Blood You’ve Got It        | AC/DC                           | Atlantic Records                                                      | 13. Oktober 1978   | Hard Rock, Bluesrock                                               | Livealbum                                    |
| Lanquidity                             | Sun Ra                          | Philly Jazz, Evidence Records, Enterplanetary Koncepts, Strut Records | 1978               | Jazz                                                               |                                              |
| Miles and Miles of Swing               | Butch Miles                     | Stateside, Famous Door, Jazzology                                     | 1978               | Jazz                                                               |                                              |
| Mr. Gone                               | Weather Report                  | Columbia Records                                                      | 1978               | Fusionjazz, Funk                                                   |                                              |
| Never Say Die!                         | Black Sabbath                   | Vertigo Records, Warner Bros.                                         | 28. September 1978 | Hard Rock                                                          | Letztes Studioalbum in der Originalbesetzung |
| Powerage                               | AC/DC                           | Atlantic Records                                                      | 5. Mai 1978        | Hard Rock, Bluesrock                                               |                                              |
| Road to Ruin                           | Ramones                         | Sire Records                                                          | 15. September 1978 | Punkrock, Rock                                                     |                                              |
| Saga of the Outlaws                    | Charles Tyler                   | Nessa Records                                                         | 1978               | Jazz                                                               |                                              |
| Some Girls                             | The Rolling Stones              | Rolling Stones Records                                                | 9. Juni 1978       | Rock                                                               |                                              |
| Songs of the Unsung                    | Horace Tapscott                 | Interplay Records                                                     | 1978               | Jazz                                                               |                                              |
| Spirits Rejoice!                       | Louis Moholo                    | Ogun                                                                  | 24. Januar 1978    | Jazz                                                               |                                              |
| Sun Bear Concerts                      | Keith Jarrett                   | ECM Records                                                           | 1978               | Jazz                                                               | Boxset mit Liveaufnahmen                     |
| Sweet Revenge                          | Amanda Lear                     | Ariola Records                                                        | Februar 1978       | Euro Disco                                                         |                                              |
| The Bob Brookmeyer Small Band          | Bob Brookmeyer                  | Gryphon                                                               | 1978               | Jazz                                                               |                                              |
| Trouble                                | Whitesnake                      | EMI, United, Harvest Records, Polydor                                 | 19. Oktober 1978   | Hard Rock, Bluesrock                                               | Debütalbum                                   |
| Unterwegs                              | Reinhard Mey                    | Intercord                                                             | 1978               | Liedermacher                                                       |                                              |
| Van Halen                              | Van Halen                       | Warner Bros.                                                          | 10. Februar 1978   | Hard Rock, Heavy Metal                                             | Debütalbum                                   |
| Vital                                  | Van der Graaf Generator         | Charisma Records                                                      | Juli 1978          | Progressive Rock                                                   |                                              |
| Wie im Schlaf                          | Wolfgang Ambros                 | Bacillus Records                                                      | Oktober 1978       | Pop-Rock                                                           |                                              |
| Zappa in New York                      | Frank Zappa                     | DiscReet Records                                                      | 3. März 1978       | Progressive Rock                                                   |                                              |

## Geboren

### Januar
- 01. Januar: Nina Bott, deutsche Schauspielerin und Sängerin
- 05. Januar: Bugz, US-amerikanischer Rapper († 1999)
- 05. Januar: Thomas Jöbstl, österreichischer Hornist
- 05. Januar: America Olivo, US-amerikanische Schauspielerin und Musikerin
- 05. Januar: Emilia Rydberg, schwedische Sängerin
- 07. Januar: Dante Thomas, US-amerikanischer R&B-Sänger und Musiker
- 09. Januar: Robert Jukič, slowenischer Jazzmusiker (Kontrabass, Komposition)
- 09. Januar: AJ McLean, US-amerikanischer Sänger (Backstreet Boys)
- 13. Januar: Sebastian Rejman, finnischer Sänger, Schauspieler und Moderator
- 13. Januar: Insa Rudolph, deutsche Musikerin, Singer-Songwriterin und Komponistin
- 21. Januar: Edita Malovčić, österreichische Schauspielerin und Sängerin
- 30. Januar: Mark Brain, deutscher DJ und Produzent
- 30. Januar: MC Créu, brasilianischer Produzent und DJ

### Februar
- 01. Februar: Sara Tavares, portugiesische Sängerin († 2023)
- 02. Februar: DJ Sir Colin, Schweizer House-DJ
- 06. Februar: Burak Bedikyan, türkischer Jazzmusiker (Piano, Komposition)
- 10. Februar: Don Omar, Reggaeton-Musiker
- 13. Februar: Stephan Ebn, deutscher Schlagzeuger und Musikproduzent
- 13. Februar: Philippe Jaroussky, französischer Countertenor
- 13. Februar: Edsilia Rombley, niederländische Sängerin
- 22. Februar: Jenny Frost, britische Popsängerin, Tänzerin, Fernsehmoderatorin und Model
- 26. Februar: Tom Beck, deutscher Schauspieler und Sänger

### März
- 04. März: Carolina Rivas, dominikanische Sängerin, Schauspielerin und Theaterproduzentin
- 04. März: Giovanni Zarrella, deutscher Popsänger
- 05. März: Papoose, US-amerikanischer Rapper
- 06. März: Thomas Godoj, deutscher Rocksänger & Gewinner der 5. Staffel „Deutschland sucht den Superstar“
- 11. März: Craig Fairbaugh, US-amerikanischer Musiker
- 16. März: Annett Renneberg, deutsche Schauspielerin und Sängerin
- 19. März: Fisz, polnischer Rapper
- 20. März: Mike Adler, deutscher Schauspieler und Rapper
- 21. März: Kevin Federline, US-amerikanischer Tänzer und Schauspieler
- 21. März: Young Noble, US-amerikanischer Rapper († 2025)
- 22. März: Heinz Winckler, südafrikanischer Sänger
- 23. März: Piero Mazzocchetti, italienischer Sänger und Pianist
- 27. März: Leo Aberer, österreichischer Popmusiker
- 28. März: Nafisa Joseph, indisches Model († 2004)
- 29. März: Albert Sanz, spanischer Jazzmusiker (Piano, Komposition)
- 31. März: Tony Yayo, US-amerikanischer Rapper

### April

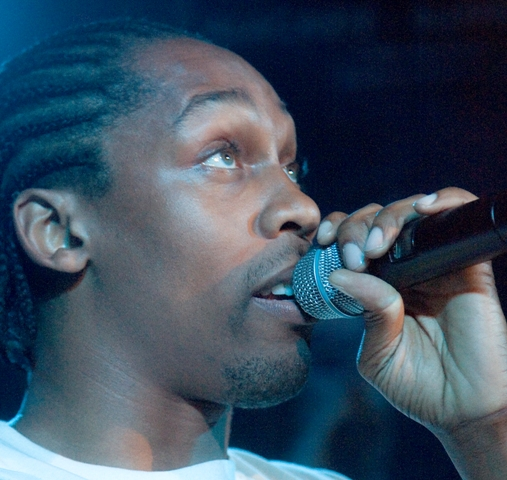
Lemar; * 6. April

- 04. April: Lemar, britischer Sänger
- 06. April: Cecily Fay, britische Schauspielerin, Synchronsprecherin, Stuntfrau, Stuntkoordinatorin und Filmkomponistin
- 07. April: Duncan James, britischer Sänger
- 09. April: Ralf Gessler, deutscher Jazzmusiker (Schlagzeug)
- 09. April: Vesna Pisarović, kroatische Sängerin und Komponistin
- 12. April: Guy Rupert Berryman, schottischer Bassist
- 15. April: Susanne Alt, deutsche Saxophonistin
- 15. April: Luis Fonsi, US-amerikanischer Sänger
- 17. April: Daniel Hensel, deutscher Komponist und Musikwissenschaftler
- 18. April: Randi Tytingvåg, norwegische Singer-Songwriterin und Schauspielerin
- 19. April: Mira Wanting, dänische Schauspielerin († 2012)
- 22. April: Marc Pircher, österreichischer Musiker
- 26. April: Myron Avant, US-amerikanischer R&B-Sänger

### Mai
- 02. Mai: Intars Busulis, lettischer Sänger
- 03. Mai: Paul Banks, anglo-amerikanischer Musiker
- 04. Mai: Luke Laird, US-amerikanischer Country-Songwriter und Produzent
- 06. Mai: Julia Lanoë, französische Sängerin und Musikerin
- 11. Mai: Evelina Pereira, portugiesische Schauspielerin, Sängerin und Model
- 12. Mai: Lidia Kopania, polnische Sängerin
- 16. Mai: Jim Sturgess, britischer Schauspieler und Musiker
- 22. Mai: Katie Price, britisches Fotomodell, Sängerin und Unternehmerin
- 25. Mai: Adam Wade Gontier, kanadischer Rocksänger
- 27. Mai: Fabian Del Priore, deutscher Komponist, Arrangeur und Sound-Designer

### Juni

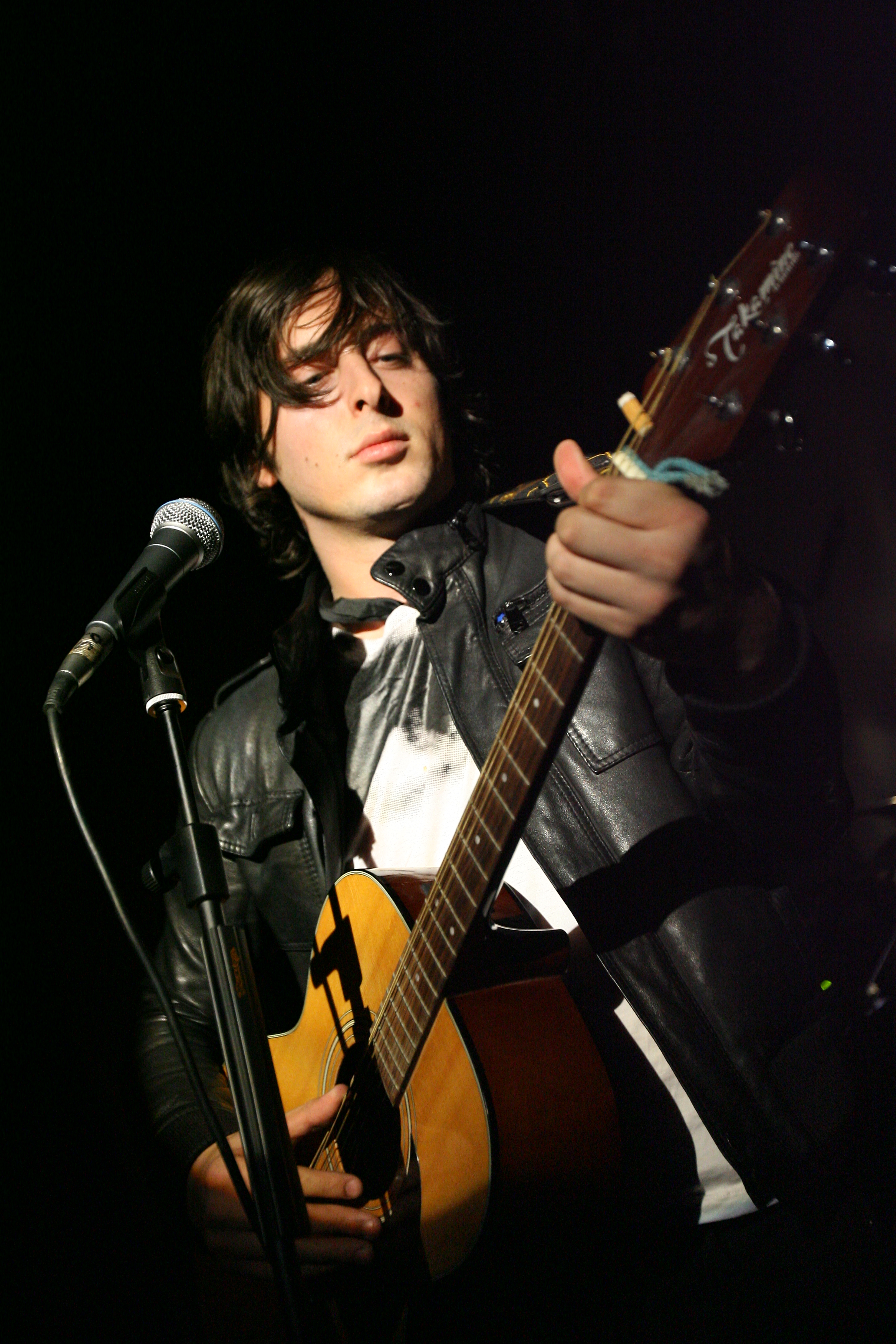
Carl Barât; * 6. Juni

- 01. Juni: Clara Luzia, österreichische Singer-Songwriterin
- 06. Juni: Carl Ashley Raphael Barât, britischer Musiker
- 06. Juni: D-Bo, deutscher Rapper
- 06. Juni: Faudel, algerischer Raïmusiker
- 06. Juni: Mariana Popowa, bulgarische Sängerin
- 08. Juni: Philipp Ortmeier, deutscher Komponist und Musikwissenschaftler
- 09. Juni: Matthew Bellamy, britischer Rockmusiker
- 09. Juni: Eric Papilaya, österreichischer Musiker
- 10. Juni: Shane West, US-amerikanischer Schauspieler und Musiker
- 18. Juni: Kathelijne Elisabeth Maria Aerts, belgische Sängerin
- 19. Juni: Glennis Grace, niederländische Sängerin
- 19. Juni: Mía Maestro, argentinische Schauspielerin und Sängerin
- 23. Juni: Frédéric Leclercq, französischer Musiker und Musikproduzent
- 24. Juni: Nikolai Hængsle, norwegischer Fusion- und Rockmusiker (Bass)
- 24. Juni: Ariel Marcus Rosenberg, US-amerikanischer Musiker
- 24. Juni: Emppu Vuorinen, finnischer Gitarrist
- 27. Juni: Petra Frey, österreichische Schlagersängerin
- 27. Juni: Sascha Ring, deutscher Techno- und Electronica-Musiker
- 27. Juni: Marc Terenzi, US-amerikanischer Popsänger

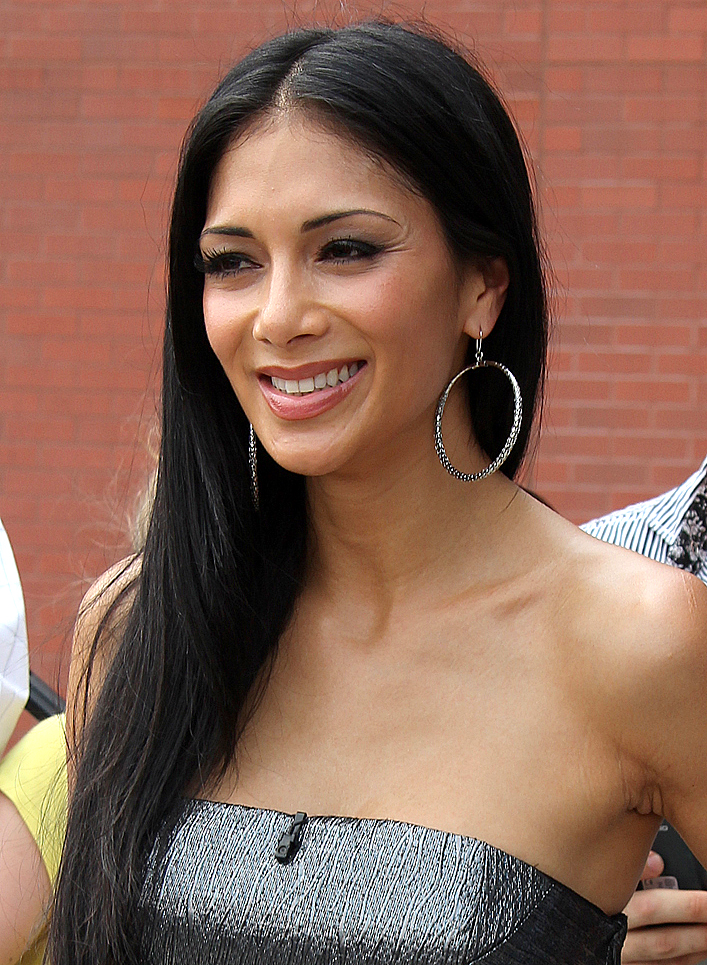
Nicole Scherzinger; * 29. Juni

- 29. Juni: Nicole Scherzinger, US-amerikanische Tänzerin und Sängerin

### Juli
- 01. Juli: Akeboshi, japanischer Pop- und Folkmusiker
- 07. Juli: Manian, deutscher Musikproduzent, DJ und Label-Besitzer
- 08. Juli: Kat Frankie, australische Singer-Songwriterin und Gitarristin
- 09. Juli: Mark Medlock, deutscher Popsänger
- 21. Juli: Damian Marley, jamaikanischer Roots Reggae-Musiker
- 21. Juli: Josh Hartnett, US-amerikanischer Schauspieler
- 23. Juli: Stefanie Sun, Singapurer Sängerin
- 29. Juli: Robert Kozánek, tschechischer Musiker
- 31. Juli: Will Champion, britischer Schlagzeuger

### August
- 02. August: Angel Lam, chinesische Komponistin
- 02. August: Natashia Williams, US-amerikanische Schauspielerin und Musikerin
- 07. August: Cirroc Lofton, US-amerikanischer Schauspieler und Rapper

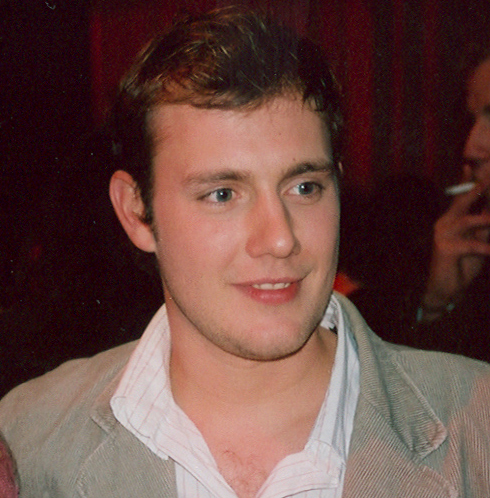
Oliver Petszokat; * 10. August

- 10. August: Oli.P, eigentlich Oliver Petszokat, deutscher Schauspieler, Sänger und Moderator
- 10. August: Karen Zoid, südafrikanische Sängerin und Komponistin
- 14. August: Kailas Mahadevan, deutscher Schauspieler, Synchronsprecher und Rapper

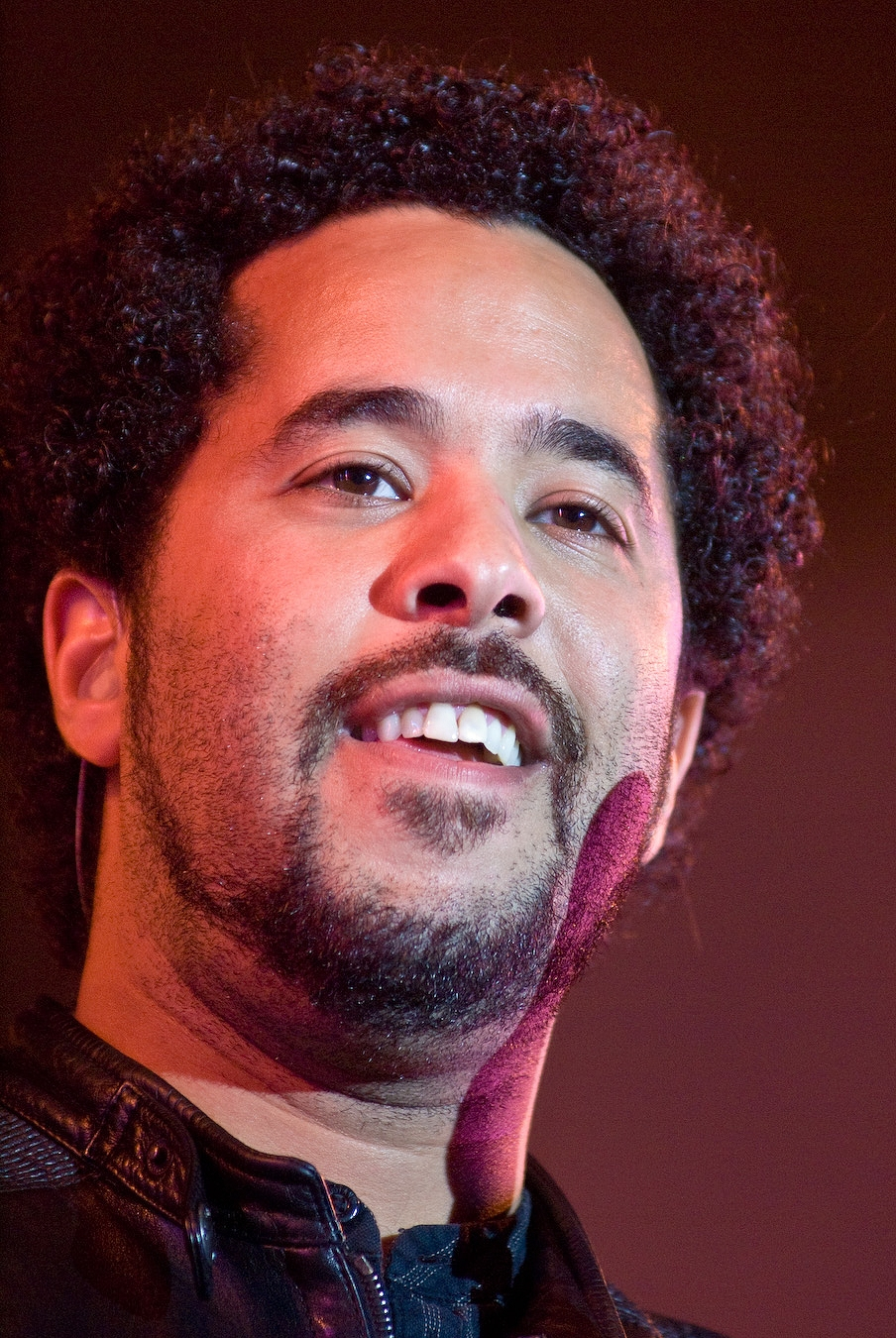
Adel Tawil; * 15. August

- 15. August: Adel Tawil, deutscher Musiker ägyptisch-tunesischer Abstammung
- 17. August: Lennart A. Salomon, deutscher Musiker, Singer/Songwriter, Komponist und Produzent
- 17. August: Vibeke Stene, norwegische Sängerin
- 18. August: Nathen Maxwell, US-amerikanischer Bassist
- 20. August: Akua Naru, US-amerikanische Hip-Hop-Künstlerin
- 23. August: Julian Casablancas, US-amerikanischer Sänger und Songwriter
- 23. August: Shaun Martin, US-amerikanischer Gospel- und Fusionmusiker († 2024)
- 23. August: Andrew Rannells, US-amerikanischer Schauspieler und Sänger
- 24. August: Samuel Dühsler, Schweizer Jazz- und Improvisationsmusiker (Schlagzeug, Perkussion)
- 25. August: Kel Mitchell, US-amerikanischer Schauspieler und Sänger
- 26. August: Cedric Burnside, US-amerikanischer Blues-Gitarrist, Schlagzeuger, Sänger und Songwriter

### September

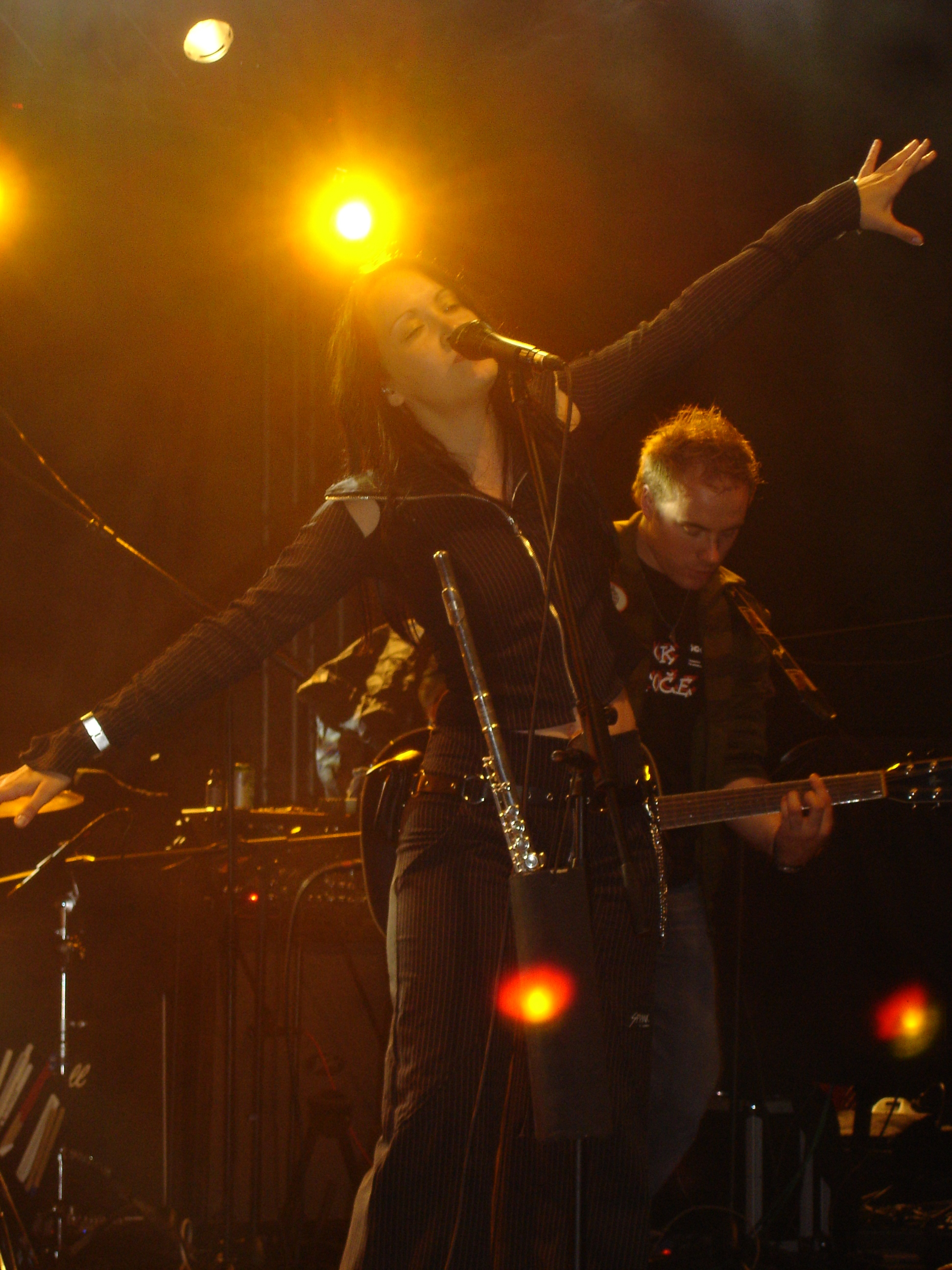
Tinkara Kovač; * 3. September

- 03. September: Tinkara Kovač, slowenische Rock- und Popsängerin und Flötistin
- 04. September: Michael Schäuble, deutscher Musikproduzent, Komponist, Songwriter, Filmemacher und Unternehmer
- 05. September: Laura Story, US-amerikanische Musikerin, Sängerin und Songwriterin
- 06. September: Marlain Angelidou, griechische Sängerin
- 06. September: Curse, deutscher Rapper
- 06. September: Peter van Huffel, kanadischer Jazz-Musiker
- 13. September: Martina Batič, slowenische Chorleiterin
- 19. September: Amil, US-amerikanische Rapperin
- 20. September: Sarit Hadad, israelische Sängerin
- 25. September: Marianna Shirinyan, armenisch-dänische Pianistin
- 27. September: Bradley Kirk Arnold, US-amerikanischer Sänger und Songschreiber
- 27. September: Ani Lorak, ukrainische Sängerin

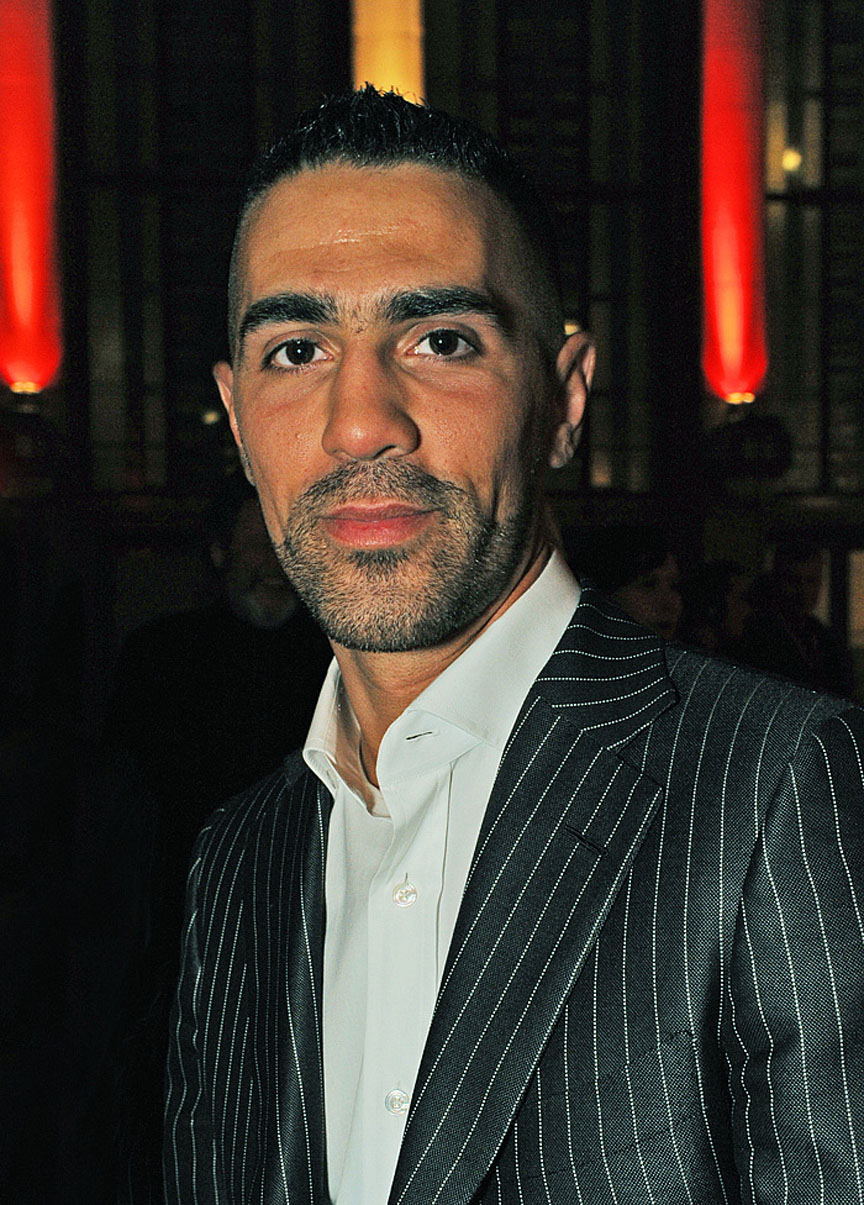
Bushido; * 28. September

- 28. September: Bushido, deutscher Rapper
- 28. September: Pastora Soler, spanische Copla- und Popsängerin

### Oktober
- 01. Oktober: Malte Arkona, deutscher Fernsehmoderator, Schauspieler, Synchronsprecher und Sänger
- 02. Oktober: Ayumi Hamasaki, japanische Popmusikerin
- 03. Oktober: Vienna Teng, US-amerikanische Pianistin, Sängerin und Singer-Songwriterin
- 05. Oktober: James Valentine, US-amerikanischer Musiker
- 05. Oktober: Patrick Walden, britischer Gitarrist und Songwriter († 2025)
- 09. Oktober: Nicky Byrne, irischer Popsänger (Westlife)
- 10. Oktober: Casey Benjamin, US-amerikanischer Saxophonist († 2024)
- 12. Oktober: Konstrakta, serbische Sängerin und Songwriterin

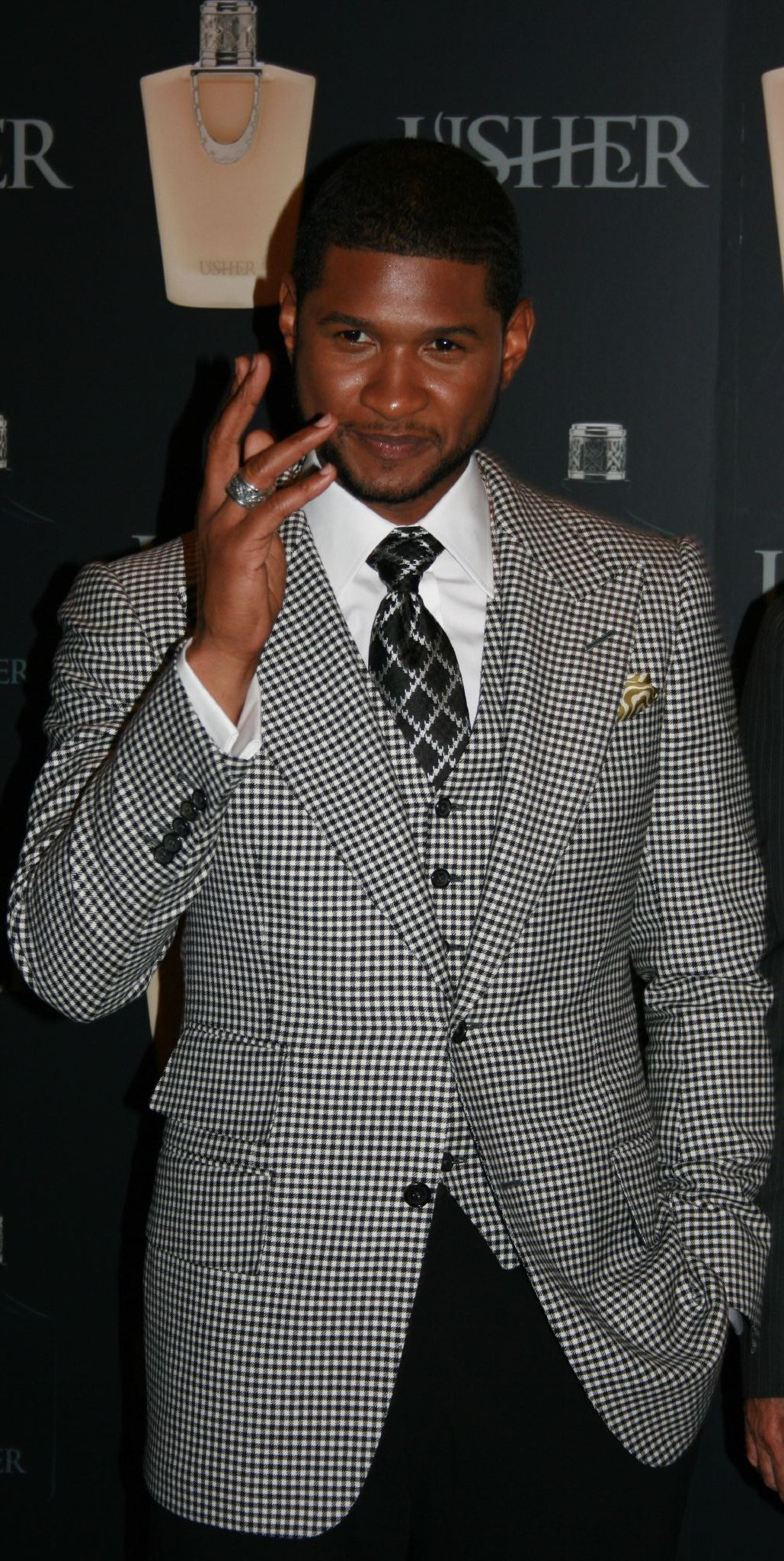
Usher Raymond; * 14. Oktober

- 14. Oktober: Usher Raymond, US-amerikanischer R&B-Sänger
- 16. Oktober: Ethan Luck, US-amerikanischer Gitarrist
- 18. Oktober: Frauenarzt, deutscher Rapper
- 18. Oktober: Olivia Lewis, maltesische Sängerin
- 19. Oktober: Marco Sneck, finnischer Musiker
- 20. Oktober: Kira, deutsche Musikerin
- 26. Oktober: Tyondai Braxton, US-amerikanischer Musiker (Keyboards, Gitarre, Gesang, Komposition)
- 26. Oktober: Liane, deutsche Schlagersängerin
- 27. Oktober: Vanessa-Mae, singapurische Violinistin
- 28. Oktober: Justin Guarini, US-amerikanischer Sänger

### November
- 01. November: Cosmo Klein, deutscher Popsänger und Songwriter
- 03. November: Tim McIlrath, US-amerikanischer Musiker
- 03. November: Bernhard Piesk, deutscher Schauspieler und Musiker
- 05. November: Michalis Hatzigiannis, griechisch-zypriotischer Sänger und Komponist
- 08. November: Shyne, US-amerikanischer Rapper
- 09. November: Sisqó, US-amerikanischer Sänger
- 10. November: Eve, US-amerikanische Rapperin und Schauspielerin
- 12. November: Giuseppe Ottaviani, italienischer Trance-DJ und Musikproduzent
- 18. November: Shaham Joyce, US-amerikanischer Popsänger
- 18. November: Andris Nelsons, lettischer Dirigent
- 21. November: David Ameln, deutscher Tenor bzw. Tenorbuffo
- 25. November: Shiina Ringo, japanische Sängerin, Gitarristin und Pianistin
- 27. November: Mike Skinner, britischer Rapper und Musiker
- 30. November: Clay Aiken, US-amerikanischer Pop/Rock-Sänger

### Dezember

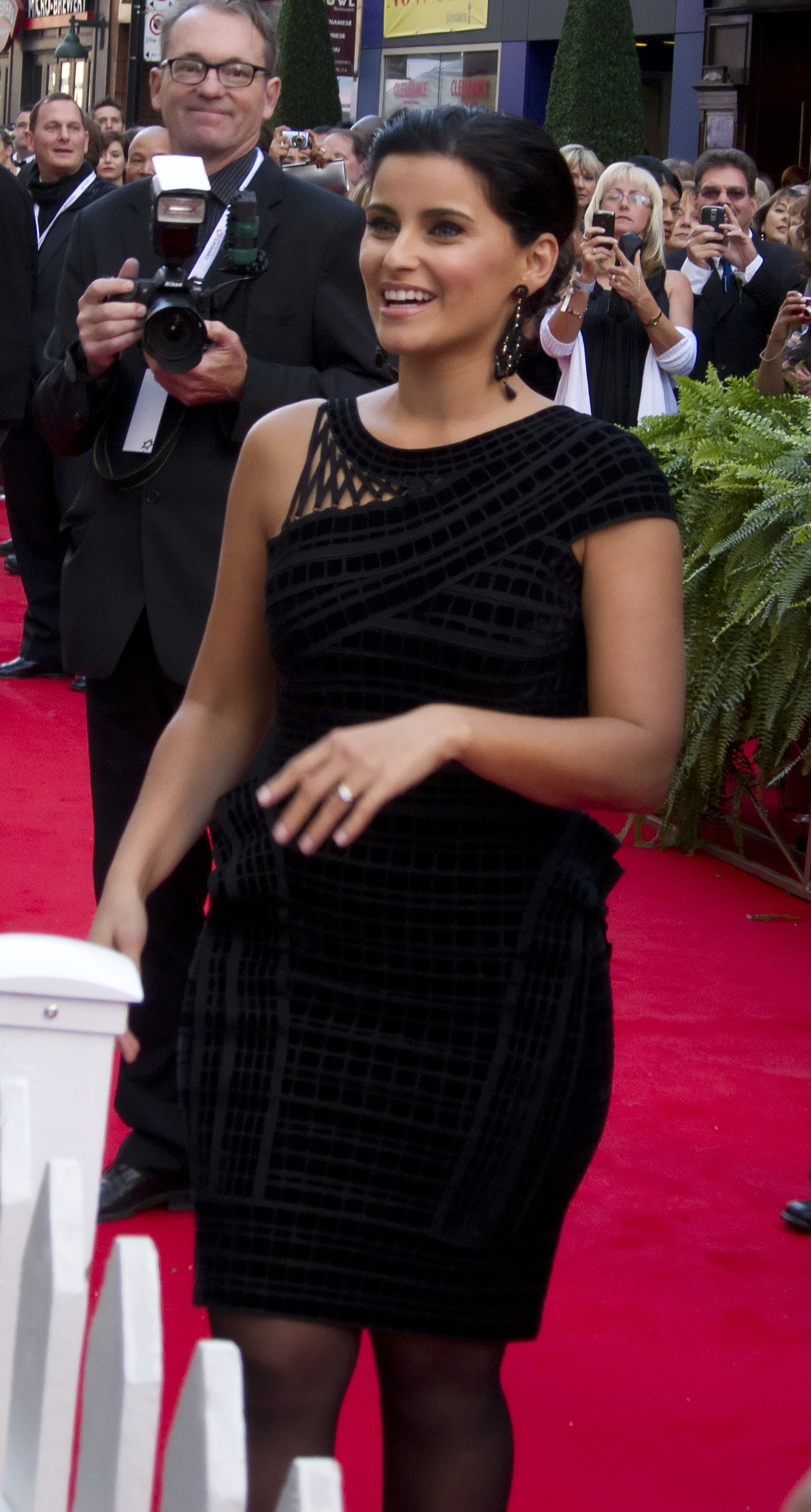
Nelly Furtado; * 2. Dezember

- 02. Dezember: Nelly Furtado, portugiesisch-kanadische Sängerin
- 03. Dezember: Eva Briegel, deutsche Musikerin
- 03. Dezember: Trina, US-amerikanische Dirty-South-Rapperin
- 04. Dezember: Miri Ben-Ari, israelische Violinistin
- 04. Dezember: Andrea Lombardini, italienischer Jazz- und Fusionmusiker (E-Bass, Komposition)
- 07. Dezember: Kon Artis, US-amerikanischer Rapper
- 14. Dezember: Gromee, polnischer DJ, Remixer und Musikproduzent
- 18. Dezember: Xandee, belgische Sängerin
- 23. Dezember: Jeyz, deutscher Rapper
- 25. Dezember: Paula Seling, rumänische Sängerin
- 28. Dezember: Bintia, deutsche Pop- und Soulsängerin
- 28. Dezember: John Legend, US-amerikanischer Musiker
- 29. Dezember: Jana Kirschner, slowakische Sängerin
- 30. Dezember: Tyrese Gibson, US-amerikanischer R&B-Sänger, Rapper, Schauspieler und Model

### Genaues Geburtsdatum unbekannt
- Christine Abdelnour, französische Improvisationsmusikerin (Altsaxophon)
- Chantal Acda, niederländische Singer-Songwriterin und Fusionmusikerin (Gitarre, Bass)
- Julia Rebekka Adler, deutsche Bratschistin und Viola d’amore-Spielerin
- Gonçalo Almeida, portugiesischer Jazz- und Improvisationsmusiker (Bass)
- Timo Bossler, deutscher Trompeter, Musikpädagoge und Komponist
- Ingrid Czaika, deutsch-österreichische Musikwissenschaftlerin, Dirigentin und Pianistin
- Dra-Q, deutscher Rapper
- Gaetano d’Espinosa, italienischer Violinist und Dirigent
- Miriam Feuersinger, österreichische Sängerin
- Sabrina Frey, Schweizer Musikerin
- Jonathan Gandelsman, russisch-jüdischer Geiger
- Pablo Garibay, mexikanischer Gitarrist
- Matthias Gmelin, deutscher Jazzmusiker (Schlagzeug) und Sozialarbeiter
- Michael Haves, deutscher Komponist, Musiker und Produzent
- Karsten Hochapfel, deutscher Jazzmusiker (Gitarre, Cello, Komposition)
- Samuel Hubert, französischer Jazzmusiker (Bass) († 2024)
- Rauf Islamov, aserbaidschanischer Kamanchehspieler
- Colin Jacobsen, US-amerikanischer Geiger
- Andreas Jetter, deutscher Pianist, Organist und Kirchenmusiker
- Ilona Kubiaczyk-Adler, Organistin und Musikpädagogin
- Stereo Mike, griechischer Rapper
- Nils Mönkemeyer, deutscher Bratschist
- Pablo Ojeda, argentinischer Komponist und Perkussionist
- Leïla Olivesi, französische Jazzmusikerin (Piano, Komposition) und Jazzforscherin
- Ortal, französische Sängerin
- Guillaume Poncelet, französischer Jazzmusiker (Trompete, Piano, Komposition)
- Mariana Popova, bulgarisch-deutsche Pianistin
- Leo Reisinger, deutscher Schauspieler und Musiker
- Tom Relleen, britischer Fusionmusiker (Bass, Komposition) († 2020)
- Niko Schabel, deutscher Jazzmusiker und Tontechniker
- Anne Schoenholtz, deutsche Violinistin und Podcasterin
- Kirsten Sturm, deutsche Organistin, Pianistin und Kirchenmusikerin
- Kelly Thoma, griechische Lyraspielerin
- Lady Tom, Schweizer Techno-DJ, Musikproduzentin, Labelinhaberin und Model
- Rudens Turku, albanisch-deutscher Violinist
- Vilkka Wahl, finnischer Jazzmusiker (Gitarre, Komposition)
- Ella Warkentin, deutsche Bauchtänzerin und Tanzpädagogin

### Geboren um 1978
- Tamar Osborn, britische Jazzmusikerin (Baritonsaxophon, Komposition)

## Gestorben

### Januar
- 07. Januar: Alfred von Beckerath, deutscher Komponist und Dirigent (* 1901)
- 10. Januar: Donald Eugene Gillis, US-amerikanischer Komponist, Dirigent und Lehrer (* 1912)
- 23. Januar: Terry Alan Kath, US-amerikanischer Musiker (* 1946)
- 27. Januar: Marguerite Canal, französische Komponistin (* 1890)
- 31. Januar: Margit Schenker-Angerer, ungarische Opern- und Konzertsängerin (* 1895)

### Februar
- 06. Februar: Frances Wayne, US-amerikanische Jazzsängerin (* 1919)
- 16. Februar: Pipí Franco, dominikanischer Sänger und Komponist (* 1912)
- 25. Februar: Heinrich Stühlmeyer, deutscher Custos und Kantor (* 1907)
- 27. Februar: Wadim Salmanow, russischer Komponist (* 1912)

### März
- 10. März: Fernande Peyrot, Schweizer Komponistin (* 1888)
- 11. März: Claude François, französischer Musiker (* 1939)
- 15. März: Hans Gerig, deutscher Musikverleger (* 1910)
- 18. März: Valeska Gert, deutsche Tänzerin und Kabarettistin (* 1892)
- 19. März: Ovila Légaré, kanadischer Schauspieler und Singer-Songwriter (* 1901)
- 19. März: Eberhard Storch, deutscher Komponist und Textdichter (* 1905)
- 20. März: Robert Gilbert, deutscher Komponist, Textdichter, Sänger und Schauspieler (* 1899)
- 21. März: Heinrich Pflanzl, österreichischer Opernsänger (Bass) (* 1903)
- 30. März: Larry Young, US-amerikanischer Jazzmusiker (Organist, Komponist) (* 1940)

### April
- 06. April: Nicolas Nabokov, russisch-amerikanischer Komponist (* 1903)
- 08. April: Peter Igelhoff, österreichischer Musiker und Komponist (* 1904)
- 09. April: René Carol, deutscher Schlagersänger (* 1920)
- 10. April: José Delaquerrière, kanadischer Sänger, Komponist und Musikpädagoge (* 1886)
- 21. April: Sandy Denny, britische Sängerin (* 1947)
- 28. April: Maurice Dela, kanadischer Komponist und Organist (* 1919)
- 30. April: Liane Augustin, österreichische Sängerin, Diseuse, Schauspielerin und Synchronsprecherin (* 1927)

### Mai
- 01. Mai: Aram Chatschaturjan, sowjetischer Komponist (* 1903)
- 02. Mai: Jimmy Davidson, kanadischer Bandleader, Jazzkornettist und -sänger (* 1908)
- 14. Mai: Silvia De Grasse, panamaische Sängerin (* 1922)
- 20. Mai: Bjarne Brustad, norwegischer Geiger, Bratscher und Komponist (* 1895)
- 22. Mai: Václav Dobiáš, tschechischer Komponist (* 1909)
- 25. Mai: Hans Zeisner, österreichischer Komponist, Geiger und Kapellmeister (* 1911)
- 29. Mai: Adam Orth, deutscher Komponist und Musikpädagoge (* 1890)
- 30. Mai: Jean Deslauriers, kanadischer Geiger, Dirigent und Komponist (* 1909)

### Juni
- 03. Juni: Billy Wallace, US-amerikanischer Country-, Rockabilly-Musiker und Songschreiber (* 1917)
- 13. Juni: Alice Rey Colaço, portugiesische Malerin, Illustratorin, Sängerin, Bühnen- und Kostümbildnerin (* 1890)
- 15. Juni: Kurt Westphal, deutscher Musikwissenschaftler und Musikjournalist (* 1904)

### Juli
- 10. Juli: Sauni Iiga Kuresa, samoanischer Komponist, Dirigent und Kornettist (* 1900)
- 24. Juli: Arne Gunnar Walter Hülphers, schwedischer Jazzmusiker, Pianist und Kapellmeister (* 1904)
- 27. Juli: Willem van Otterloo, niederländischer Dirigent, Cellist und Komponist (* 1907)
- 28. Juli: Félix R. Bertrand, kanadischer Organist, Chorleiter und Komponist (* 1909)
- 29. Juli: Wesley La Violette, US-amerikanischer Komponist (* 1894)
- 30. Juli: Curt Mahr, deutscher Komponist und Akkordeonist (* 1907)

### August
- 04. August: René Challan, französischer Komponist (* 1910)
- 04. August: Fiddlin’ Doc Roberts, US-amerikanischer Old-Time-Musiker (* 1897)
- 11. August: Charles Peaker, kanadischer Organist, Chorleiter und Musikpädagoge (* 1899)
- 26. August: Charles Haubiel, US-amerikanischer Komponist und Pianist (* 1892)

### September
- 07. September: Keith Moon, britischer Musiker (* 1946)
- 08. September: Pantscho Wladigerow, bulgarischer Komponist (* 1899)
- 09. September: Kaoru Abe, japanischer Jazz-Pianist, Gitarrist und Saxophonist (* 1949)
- 09. September: Jürgen Feindt, deutscher Tänzer und Schauspieler (* 1930)
- 09. September: Jacobo Ficher, argentinischer Komponist (* 1896)
- 11. September: José Antonio Calcaño, venezolanischer Komponist, Musikkritiker und Diplomat (* 1900)

### Oktober
- 05. Oktober: José Luccioni, französischer Operntenor (* 1903)
- 06. Oktober: Johnny O’Keefe, australischer Rock-’n’-Roll-Musiker (* 1935)
- 08. Oktober: Tibor Serly, ungarischer Komponist (* 1901)
- 09. Oktober: Jacques Brel, Chansonnier und Schauspieler (* 1929)
- 12. Oktober: Nancy Spungen, Freundin des Punkmusikers Sid Vicious, Bassist der Sex Pistols (* 1958)
- 19. Oktober: Arthur von Freymann, deutscher Geiger und Dirigent (* 1901)
- 20. Oktober: Andrew Acquarulo Ackers, US-amerikanischer Pianist, Bandleader und Komponist (* 1919)
- 20. Oktober: Stanley Watson, britischer Jazzmusiker (Gitarre, Komposition) (* 1926)
- 23. Oktober: Maybelle Carter, US-amerikanische Country- und Folksängerin (* 1909)

### November
- 09. November: Paul Rolland, US-amerikanischer Musikpädagoge und Bratschist (* 1911)
- 09. November: Miguelito Valdés, kubanischer Sänger, Bandleader und Schauspieler (* 1912)
- 14. November: Chanda Dancy, US-amerikanische Filmkomponistin und Musikerin
- 15. November: Gerhard Zachar, deutscher Rockmusiker und Bandleader von Lift (* 1945)
- 18. November: Lennie Tristano, US-amerikanischer Jazzmusiker (Pianist und Komponist) (* 1919)
- 23. November: El Hajj Muhammad El Anka, algerischer Sänger und Komponist (* 1907)
- 29. November: Alan Richardson, schottischer Komponist und Pianist (* 1904)
- 30. November: Eileen Law, kanadische Sängerin und Musikpädagogin (* 1900)

### Dezember
- 05. Dezember: Dajos Béla, russischer Geiger und Tanzkapellenleiter (* 1897)
- 21. Dezember: Josef Marx, US-amerikanischer Oboist und Musikwissenschaftler (* 1913)
- 24. Dezember: Edgar Arro, estnischer Komponist und Organist (* 1911)
- 26. Dezember: Fritz Büchtger, deutscher Komponist (* 1903)
- 27. Dezember: Bob Luman, US-amerikanischer Country-Sänger (* 1937)

### Genaues Todesdatum unbekannt
- Max Gebhard, deutscher Kirchenmusiker, Komponist und Musikpädagoge (* 1896)
- Detlev Lais, deutscher Saxophonist und Schlagersänger (* 1911)
- Irene von Willisch, deutsch-baltische Pianistin, Schriftstellerin und Künstlerin (* 1896)